# Acusament de recepció

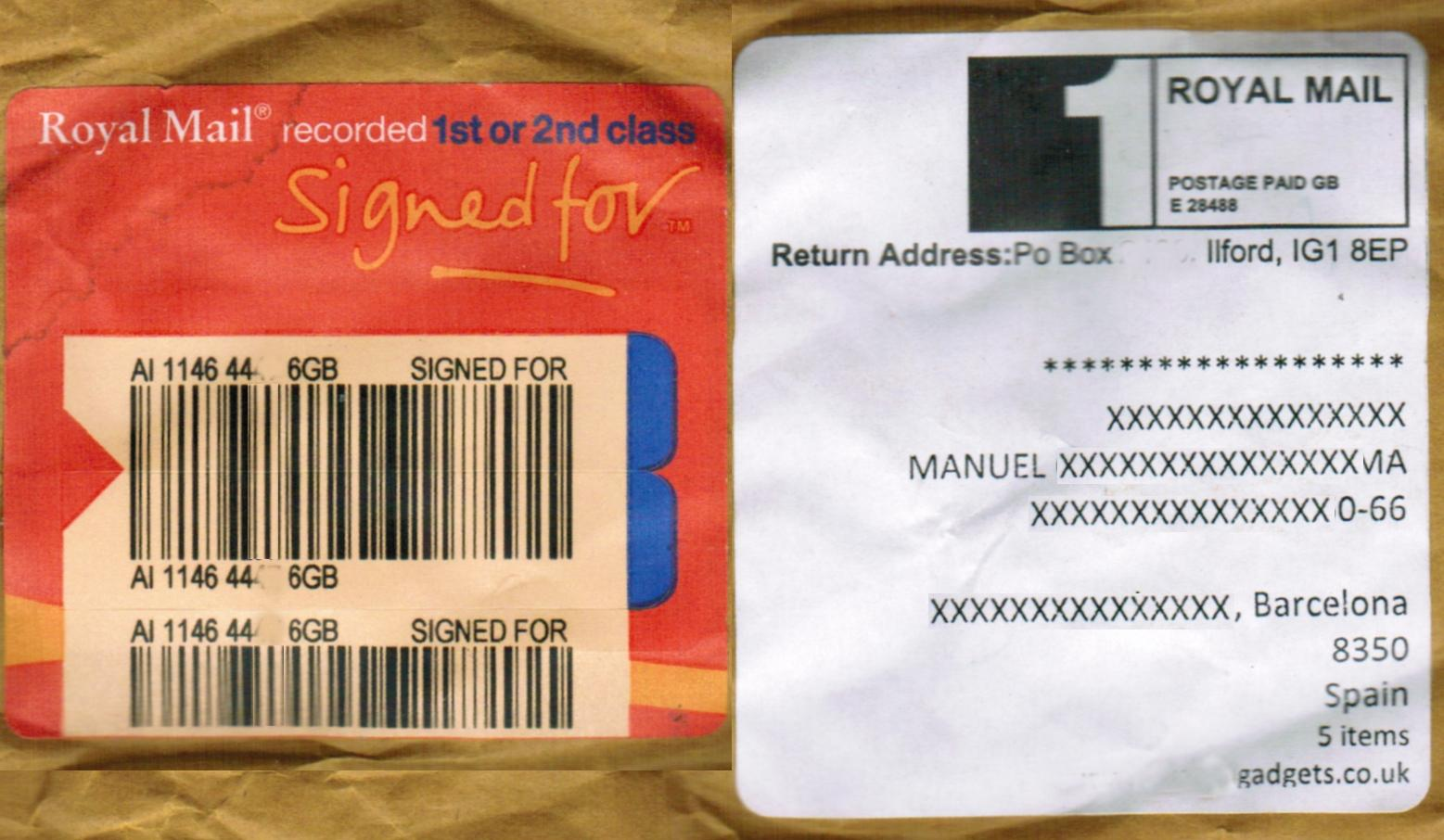
Servei "Signed-for" de Royal-Mail

L'acusament de recepció o justificant de recepció, és un servei complementari ofert per les administracions postals per a certificar el lliurament d'un article enviat per correu. En general consisteix a un formulari emplenat per l'enviador perquè li sigui retornat per l'Oficina de Correus de destinació, signat pel destinatari, després de la recepció.

## Normativa legal segons el país
Encara que el concepte és el mateix per qualsevol país (el receptor signa a la recepció), la normativa legal pot canviar d'un país a un altre
A alguns països aquest acusament de recepció  pot ser preparat excepcionalment per aquella oficina de Correus que rep l'enviament. El destinatari per rebre l'enviament ha de signar la butlleta com acusament de recepció  encara que més modernament es fa al "terminal digitalitzador" que inclou el DNI i la data. Si el destinatari rebutja l'enviament i refusa de signar l'acusament de «no» recepció el carter declara que l'enviament ha estat rebutjat i no s'ha lliurat degudament.
La pèrdua del volant d'acusament de recepció per part de l'Oficina de Correus no dona dret a cap indemnització, però a petició de l'emissor es pot emetre un duplicat amb una nova signatura del destinatari o amb una declaració del carter que certifica que ha fet el lliurament.